# Высшая школа изобразительных искусств (Дрезден)
Вы́сшая шко́ла изобрази́тельных иску́сств Дре́здена (нем. Hochschule für Bildende Künste Dresden, также известная как Дрезденская академия изобразительных искусств) — одно из старейших высших художественных учебных заведений Германии.

## История
В 1764 году по приказу саксонского курфюрста Фридриха Кристиана в Дрездене была основана «Академия живописи, скульптуры, гравюры и архитектуры», которая с 1768 по 1786 размещалась в здании дворца Фюрстенбергов. До этого в первые годы своего существования она занимала помещения бывших казарм в районе Нойштадт. Первым руководителем академии стал Шарль Ютен. После его смерти в 1776 году должность директора совместно заняли Иоганн Цейссиг и Джованни Казанова. Среди первых на должности преподавателей были приглашены многие крупные художники XVIII века: Бернардо Беллотто, Антон Граф и Адриан Цинг. Также в разные годы в академии преподавали Каспар Давид Фридрих, Отто Дикс, Готфрид Земпер, Пауль Валлот, Оскар Кокошка и многие другие.
В 1950 году, после объединения с Высшей школой художественных ремёсел, академия была переименована в Высшую школу изобразительных искусств.

## Здания
Современная Высшая школа изобразительных искусств располагается в трех зданиях.
Главное из них находится на террасе Брюля. В 1884 году было решено возвести новое большое здание для академии, в котором помимо учебных аудиторий и мастерских сможет разместиться и выставочный зал. Строительство было поручено одному из профессоров академии, архитектору Константину Липсиусу. В 1894 году строительные работы были полностью закончены. В феврале 1945 года здание академии на террасе Брюля в ходе бомбардировки было частично разрушено. Восстановительные работы были закончены в 1952 году. С 1991 по 2002 здесь проводилась капитальная реставрация. Сейчас здание академии является одной из главных архитектурных достопримечательностей Дрездена. В здании расположены мастерские живописи факультета I и выставочный зал «Октогон».
Втрое здание академии было построено в 1911 году архитекторами Максом Врба и Юлиусом Рудольфом Глезером на Пфотенхауерштрассе. Здание также пострадало в ходе бомбардировки 13—14 февраля 1945 года и было восстановлено в середине 1950-х годов. Здесь располагаются мастерские скульптуры и анималистики факультета I.
Третий корпус академии находится на Гюнтцштрассе. Данное здание до объединения в 1950 году принадлежало Высшей школе художественного ремесла. В 2009 году в здании проведен капитальный ремонт. Здесь расположен факультет II, в который входят отделения Реставрации, Сценографии и костюма, Театрального дизайна и Арт-терапии. Также в здании находится учебный театр-лаборатория и университетская библиотека, ранее располагавшаяся на террасе Брюля.

## Факультеты

### Факультет I

#### Изобразительное искусство[5]
- Класс живописи профессора, академика Ральфа Кербаха
- Класс живописи профессора Кристиана Макетанца
- Класс живописи профессора Анны Нойкамп
- Класс экспериментальной живописи профессора Кристиана Сери
- Класс «Изображение и пространство — рисунок, графика, живопись» профессора Вольфрама Адальберта Шеффлера
- Класс скульптуры профессора Вильгельма Мундта
- Класс скульптуры профессора Карла-Эммануэля Вольфа
- Класс скульптуры профессора Моники Брандмайер
- Класс «Скульптура и пространственные концепции» профессора Сьюзан Филипц
- Класс трёхмерного дизайна профессора Алисии Кваде
- Класс цифровых и временных медиа профессора, академика Карстена НиколаяПрофессор Карстен Николай
- Класс «Движущиеся изображения» профессора Николь Фогеле
- Класс «Комплексная художественная работа» профессора Невин Аладаг

### Факультет II

#### Художественные технологии, консервация иреставрацияхудожественных и культурных ценностей[6]
- Класс реставрации монументальной живописи профессора Маркуса Сантера
- Класс реставрации произведений на мобильных носителях профессора Урсулы Халлер
- Класс реставрации скульптуры профессора Эндрю Шульца

#### Сценографияи дизайн костюмов[7]
- Класс профессора Барбары Энес
- Класс профессора Теды Нильссон

#### Театральный дизайн[8]
- Класс театральной живописи
- Класс театральной скульптуры
- Класс театрального грима
- Класс театрального костюма

## Директоры и ректоры
1. 1764—1780: Кристиан Людвиг фон Хагедорн (основатель академии)
2. 1762—1776: Шарль Ютен
3. 1776—1795: Джованни Баттиста Казанова
4. 1776—1801: Иоганн Цейссиг
5. 1780—1814: Граф Камилло Марколини
6. 1810—1814: Фридрих Маттей
7. 1814—1815: Самоуправление академии через Совет, Иоганн Готлиб Зейферт как секретарь Академии художеств.
8. 1815—1837: Карл Вильгельм граф Вицтум фон Экштедт, Главное управление
9. 1825—1842: Фердинанд Хартманн
10. 1915—1919: Отто Гуссманн
11. 1927—1928: Макс Фельдбауэр
12. 1928—1929: Ричард Тернер
13. 1929—1931: Карл Альбикер
14. 1931—1932: Вильгельм Крайс
15. 1932—1933: Георг Люриг
16. 1933—1935: Рихард Мюллер
17. 1935—1938: Фердинанд Дорш
18. 1939—1941: Вильгельм Крайс
19. 1941—1942: Пауль Флитер
20. 1942—1945: Вилли Вальдапфель
21. 1945—1947: Райнхольд Лангнер
22. 1947—1948: Ханс Грундиг
23. 1948—1950: Март Стам
24. 1950—1953: Фриц Дейн
25. 1953—1959: Рудольф Бергандер
26. 1959—1964: Пауль Михаэлис
27. 1964—1965: Рудольф Бергандер
28. 1965—1970: Герхард Бондцин
29. 1970—1974: Герхард Кеттнер
30. 1975—1979: Фриц Эйзель
31. 1979—1981: Герхард Кеттнер
32. 1982—1988: Инго Санднер
33. 1989—1990: Йоханнес Хайсиг
34. 1991: Вольфганг Ротер
35. 1991—1992: Дитер Шмидт
36. 1992—1993: Хорст Шустер
37. 1993—1996: Хорст Хирсиг
38. 1996—2005: Ульрих Шиссль
39. 2005—2012: Кристиан Сери
40. 2013—2022: Маттиас Флюгге
41. 2022—н.в.: Оливер Коссак[10]

## Известные преподаватели
- Карл Банцер
- Эдуард Бендеман
- Бернардо Беллотто
- Юлиус Шнорр фон Карольсфельд
- Джованни Баттиста Казанова
- Юхан Кристиан Клаусен Даль
- Отто Дикс
- Лоренцо Дзукки
- Каспар Давид Фридрих
- Антон Граф
- Иосиф Мария Грасси
- Леа Грундиг
- Отто Гусман
- Генрих Фердинанд Гофман
- Людвиг фон Гофман
- Оскар Кокошка
- Герхард фон Кюгельген
- Готхард Кюль
- Карл Иоганн Лаш
- Адам Фридрих Эзер
- Фердинанд Паувелс
- Карл Готлиб Пешель
- Мориц Ретч
- Людвиг Рихтер
- Вильгельм Рудольф
- Иоганнес Шиллинг
- Готфрид Земпер
- Луи де Сильвестр
- Роберт Штерль
- Кристиан Леберехт Фогель
- Карл Кристиан Фогель фон Фогельштейн
- Пауль Валлот
- Иоганн Элеезер Цейссиг
- Оскар Цвинчер
- Адриан Цинг
- Леон Поле

## Известные выпускники
- Пауль Баум — немецкий живописец
- Гунтер Бёмер — немецкий иллюстратор.
- Брайман, Адольф — немецкий скульптор
- Герман Вислиценус — немецкий художник.
- Альфред Веруш-Ковальский — польский художник-реалист
- Георг Генель — немецкий живописец.
- Карл Отто Гёц — немецкий художник-абстракционист
- Георг Гросс — немецкий художник
- Леа Грундиг — немецкий живописец
- Диц, Роберт — немецкий скульптор
- Дорер, Роберт — швейцарский скульптор
- Александр Иванович Зауервейд — немецкий и русский художник-баталист
- Камсетзер, Ян Кристиан — архитектор
- Готхард Кюль — немецкий художник-импрессионист
- Отто Мюллер — немецкий художник-экспрессионист
- Карл Готлиб Пешель — немецкий художник
- Мориц Ретч — немецкий гравёр и иллюстратор
- Герхард Рихтер — немецкий художник, скульптор и фотограф
- Людвиг Рихтер — немецкий художник-романтист
- Мирон Сима — израильский художник
- Фриц фон Уде — немецкий художник
- Филипп Фейт — немецкий художник
- Конрад Феликсмюллер — немецкий художник-экспрессионист
- Герман Фогель — немецкий иллюстратор
- Карл Кристиан Фогель фон Фогельштейн — немецкий художник-портретист
- Эберхард Хафекост — немецкий художник
- Эрнст Хэнель — немецкий скульптор
- Роберт Штерль — немецкий художник.

## Галерея
- Здание академии в 1903 году
- В мастерской монументальной живописи. 1958 год
- В академии. 1975 год
- Главное здание. 1987 год
- Студенческий перформанс. 1988 год
- Главное здание
- Памятник Готтфриду Земперу перед Академией
- Третье здание на Гюнтцштрассе (южный фасад)
- Купол Главного здания академии, получивший за свою форму ироничное прозвание «соковыжималка для лимонов» (нем. Zitronenpresse). Под этим куполом расположен выставочный зал академии «Октогон».
- Интерьер выставочного зала «Октогон» в Главном здании